# Peter Lankhorst
Petrus Antonius (Peter) Lankhorst (Zwolle, 1 januari 1947) is een Nederlands voormalig politicus.

## Biografie
Lankhorst werd geboren in een rooms-katholiek gezin. Hij volgde een protestants-christelijke lagere school te Meppel en later te Deventer en doorliep de middelbare school aan het rooms-katholieke "Geert Groote College" te Deventer. Aanvankelijk deed hij het gymnasium; later de HBS-b. Lankhorst slaagde in juni 1966 voor het eindexamen. Hij studeerde politicologie aan de Universiteit van Amsterdam en raakte tijdens deze studie bevriend met Hans Janmaat die dezelfde studierichting volgde. Lankhorst studeerde in februari 1974 af op de scriptie "De Derde Weg".

## Politieke carrière
Lankhorst werd in 1972 lid van de Politieke Partij Radikalen (PPR), en kwam op 3 september 1974 voor deze partij in de gemeenteraad van Amsterdam. Hij werd aanvankelijk naar voren geschoven als wethouder onderwijs, maar ten slotte werd Roel van Duijn wethouder namens de PPR. Lankhorst verliet de raad in november 1980 en werd een maand later ambtenaar op de afdeling Jeugdzaken en Volksontwikkeling tot mei 1981. Op 10 juni 1981 werd Lankhorst lid van de Tweede Kamer der Staten-Generaal voor de PPR. Hij werd woordvoerder volkshuisvesting, onderwijs, verkeer en waterstaat en (jeugd)welzijn, en kwam als een van de weinige volksvertegenwoordigers openlijk uit voor zijn homoseksuele geaardheid.
In de Tweede Kamer zag hij vanaf 1982 zijn vroegere studievriend Hans Janmaat weer terug, die in dat jaar tot Kamerlid voor de Centrumpartij was gekozen. Lankhorst probeerde hem zo veel mogelijk te ontlopen. In 1989 diende hij een initiatiefwetsvoorstel in om een leerlingenstatuut in het middelbaar onderwijs verplicht te stellen. Bij de verdediging van zijn wetsvoorstel liet hij zich bijstaan door enkele leerlingen. In 1993 werd het wetsvoorstel aangenomen.
In 1991 ging de PPR op in GroenLinks. Toen fractievoorzitter Ria Beckers op 21 april 1993 vertrok, werd Lankhorst voorzitter van de Tweede Kamerfractie van GroenLinks. Hij bleef dit tot 5 mei 1994 doen en verliet op 17 mei van dat jaar de Tweede Kamer.

### Na de Tweede Kamer
Op 12 april 1994 was hij lid van het dagelijks bestuur van de deelraad van het Amsterdamse stadsdeel Bos en Lommer geworden, met als portefeuille maatschappelijke ontwikkeling. Hij verliet de deelraad op 14 april 1998 en werd zelfstandig adviseur jeugdbeleid. Lankhorst vervulde sindsdien tal van nevenfuncties.

## Onderscheiding
- Ridder in de Orde van de Nederlandse Leeuw (29 april 1994)

- International Standard Name Identifier: 0000 0003 9372 8553
- Nederlandse Thesaurus van Auteursnamen: 110707427
- Parlement.com: vg09llmqf9i6
- Virtual International Authority File: 288095713
- WorldCat: E39PBJhhrxCph34q4F73JC3JDq